# Estado transiente
No âmbito da engenharia química, um sistema diz-se em estado transiente quando pelo menos uma variável do processo se encontra ainda em mudança, não tendo por isso o sistema atingido o estado estacionário.
Por exemplo, quando um reactor inicia uma dada operação, as concentrações, temperaturas, composições de cada espécie presente e outras variantes - como as percentagens de conversão - vão mudando ao longo do tempo até atingirem valores constantes, altura em que se atinge o estado estacionário. 
Regime permanente igual a 0 e regime transiente diferente de zero